# Nenndorf (Wittmund)
Nenndorf ist ein Dorf in der ostfriesischen Stadt Wittmund. Es gehört zum Ortsteil Uttel.
Das Dorf liegt nördlich des Kernortes Wittmund. Am südwestlichen Ortsrand fließt die Harle, am östlichen Ortsrand führt die B 461 vorbei.
Erstmals erwähnt wird der Ort im Jahr 1452 als tho Nyendorpe. Aus dem Jahr 1491 ist die Bezeichnung tho Nendorpe überliefert. Der heutige Name ist seit 1684 geläufig. Der Ortsname ist eine Zusammensetzung aus altfriesisch bzw. mittelniederdeutsch nī(e)/nie/nig(g)e ('neu') mit dem Zusatz Dorf. Die heutige Schreibweise geht auf den Dativ in dem nêen dorpe zurück.